# Mitch Harris
Mitch Harris (31 de outubro de 1969, Queens, New York City) é um guitarrista americano, atualmente vivendo em Wolverhampton na Inglaterra. Começou sua carreira na banda de grindcore/death metal Righteous Pigs. Ele também teve um projeto paralelo com o ex-baterista do Napalm Death, Mick Harris chamado Defecation. Em 1989, pouco tempo após sair do Righteous Pigs ele junta-se permanentemente ao Napalm Death, entrando no álbum Harmony Corruption aonde ainda permanece na banda sendo agora o único guitarrista da banda. Ele também participou das bandas Meathook Seed, Little Giant Drug e Goatlord.
Em 2013 participou do álbum Savages do Soulfly, fazendo vocais e compondo a música "K.C.S.".